# Бојни бродови класе Ређина Елена
Ређина Елена (итал. Regina Elena, краљица Јелена Савојска) је била класа бојних бродова класификофаних као преддреднота саграђених за Италијанску морнарицу. Саграђена су четири брода те класе: Ређина Елена (1904), Виторио Емануеле (1897), Наполи (1905) и Рома (1907)
Сматрана је одличном класом са добро балансираним карактеристикама. Због дуге градње ове бродове су превазишле монокалибратске јединице.